# ماركوس فيرنر
ماركوس فيرنر هو أستاذ مدرسة وكاتب سويسري، ولد في 27 ديسمبر 1944 في إشليكون في سويسرا، وتوفي في 3 يوليو 2016 في شافهاوزن في سويسرا.

## وصلات خارجية
- ماركوس فيرنر على موقع IMDb (الإنجليزية)
- ماركوس فيرنر على موقع مونزينجر (الألمانية)
- ماركوس فيرنر على موقع ألو سيني (الفرنسية)
- ماركوس فيرنر على موقع كينوبويسك (الروسية)